# Ненастье (роман)
«Ненастье» — роман российского писателя Алексея Иванова, впервые опубликованный в 2015 году. Был экранизирован в 2018 году Сергеем Урсуляком.
Действие романа происходит в вымышленном уральском городе Батуеве, имеющем многие черты Екатеринбурга. Главные герои романа — «афганцы», участники войны в Афганистане. В ноябре 1998 года водитель фургона инкассаторов Герман Неволин совершает ограбление и укрывается с деньгами в старом доме в деревне Ненастье. Затем он вспоминает все события, которые привели его к этому. В романе рассказывается о вражде между криминальными группировками афганцев и спортсменов, развернувшейся в «лихие 90-е», о том, как 700 афганцев захватили два многоэтажных дома, в которых государство обещало им квартиры. Иванов описал события, которые на самом деле происходили в 90-х годах на Урале.
Роман был удостоен премии «Книга года» в номинации «Проза года». Он вошёл в список 11 финалистов «Большой книги»-2016, а в 2017 году стал лауреатом премии Правительства РФ в области культуры. В 2018 году режиссёр Сергей Урсуляк снял по мотивам книги одноимённый телесериал (по словам Иванова, ему предлагали экранизировать роман шесть раз).